# Devil May Cry
A Devil May Cry (デビル メイ クライ Debiru mei kurai, vagy röviden DMC) a japán Capcom által fejlesztett és kiadott Hack & Slash horror-fantasy videójáték, animesorozat, mangasorozat és light novel. A sorozatot Kamija Hideki alkotta meg, ami kezdetben a Resident Evil új részeként készült volna, végül kistestvéreként született meg a széria. A sorozat főhőse a félvér születésű Dante, akinek apja egykor egy nagy démonharcos volt, de fellázadt fajtája ellen az emberek védelme miatt. Dante édesanyja halálát és testvére, Vergil elvesztését akarja megbosszulni azokon, akik elvették tőle családját. Ehhez szüksége van a természetfeletti képességeire, a kardjára, a pisztolyaira, s a kalandokra, amiket átélhetünk.
A Devil May Cry 2001-ben kezdte meg világhódító útját, s hamar belopta a játékosok szívébe magát. A Capcom elnyerte a Platinum címe-díjat az első játék több millió eladása miatt, a sikert követve pedig készült további négy játék, egy animesorozat, két light novel, útmutatók, gyűjtemények, kiadványok és játékfigurák. 2011-ben, a játék 10. évfordulója alkalmából HD Collection-t adtak ki, ami az első-három játékot tartalmazza HD-s felbontásban, aminek kiadására 2012-ben került sor. 2015-ben a Devil May Cry 4-nek is készült egy HD verziója Devil May Cry 4: Special Edition címmel.
2010-ben a Capcom bejelentette, hogy készül a videójátéknak ötödik része, de azt a Ninja Theory készíti, amiben viszont egy újabb Devil May Cry világot és Dantét láthatunk.
2019-ben jött ki a Devil May Cry hivatalos ötödik része Devil May Cry 5 névvel, a negyedik rész után játszódik, ahol Dante, Nero és egy titokzatos V próbálják meg állítani a démonok királyát Urizen-t és a démon hadseregét.

## A Devil May Cry megszületése
1998-ban, miután elkészült a Resident Evil 2 videójáték, egy kezdőleges munka folyamán Kamiya Hideaki létrehozta a Team Little Devil-t (Kisördög Csapat). Amikor a Resident Evil folytatásán voltak, az eddig megszokott stílus másfelé terelődött, s így született meg a Devil May Cry. Bár a sorozat lényegesen különbözik az eredeti ötlettől, az eredeti szálon futott. A Devil May Cry logikai feladatokat tartalmaz, azonban a véres és erőszakos jelenetek miatt a játék kezdetekor kitették a "This Game Contains Scenes Of Violence And Gore" jelzést, vagyis hogy "Ez a játék erőszakos és véres jeleneteket tartalmaz", valamint, amikor a játékban végeznek a játékossal, a "You Are Dead", vagyis "Halott vagy" feliratot.

## A játék menete
A játék középpontjában a harcok állnak, amiben az ellenségek leölése, a sérülések elkerülése, a lehető legkevesebb Visual Star használata, s a lehető legrövidebb időn belül teljesíteni kell egy küldetést. Minden játék küldetéssel lett alkotva. Egy küldetés végén (minden játékban eltér) rangsorolja (D, C, B, A, S), hogyan is teljesítettük egy küldetést. A rangok minden játékban más szónak a rövidítése.
A játékban ugyanúgy helyet kapott a logikai rejtvények megoldása, fontos tárgyak megszerzése, majd felhasználása (mint a Resident Evil vagy a Tomb Raider). A Devil Trigger használata gyors mozgást biztosít, nagy erőt valamint egy karakter démoni alakot ölthet vele.
A játékok alatt megszerezhető Red Orbs-szal a fegyvereink erejét megnövelhetjük, de meg van adva, mennyitől lehet.

## Média

### Játékok (2001-2020)
- Devil May Cry (2001)
- Devil May Cry 2 (2003)
- Devil May Cry 3: Dante's Awakening (2005) & Special Edition (2006)

Devil May Cry 3 mobile (2005-2006)
- Devil May Cry 4 (2008)

Devil May Cry 4 Refrain (iPhone-ra)
- Devil May Cry HD Collection (2012)
- DmC: Devil May Cry (2013)
- Devil May Cry 5 (2019)
- Devil May Cry 5 Special Edition (2020)

### Filmek, animációs filmek
- Devil May Cry – Démonvadászok: 2007-ben kiadott tizenkét részes animesorozat
- Devil May Cry: Várható mozifilm, amit a Resident Evil és az Underworld filmeket is jegyző Screen Gems filmstúdió gyárt majd. Megjelenés éve először 2013-ra, majd 2016-ra volt kiírva.

### Könyvek, mangák
- Devil May Cry 3 Manga: a harmadik játék előzménye
- Devil May Cry Volume 1: illusztrációs könyv, a Devil May Cry előzményeit mutatja be
- Devil May Cry Volume 2: illusztrációs könyv, a Devil May Cry 2 előzményeit mutatja be
- Devil May Cry 4: Deadly Fortune: két kötetes képregény, a Devil May Cry 4 eseményeit mutatja be
- Devil May Cry: az első játék eseményeit mutatja be. Képregény sorozat, befejezetlen.

### Artbookok
- DMC1:

Devil May Cry Graphic Edition
Devil May Cry Graphic File, a reprint of Graphic Edition with added artwork
- DMC3:

Devil May Cry 3 Material Collection – Note of Naught
Devil May Cry Memorial Album: Precious Tears
- DMC4:

Art of the Devil
Devil May Cry 4 Devil's Material Collection

### Soundtrack
- Devil May Cry Dante's Selection
- Devil May Cry Original Soundtrack
- Devil May Cry 2 Original Soundtrack
- Devil May Cry 3 Original Soundtrack
- Devil May Cry 4 Original Soundtrack + Special Soundtrack
- Devil May Cry: Dangerous Hits
- Devil May Cry Anime O.S.T.

## Cselekmény
A Devil May Cry időrendje nem a kiadásnak megfelelően játszódik. Az évet és helyszínt nem ismerjük (annyit említve, hogy "2000 évvel ezelőtt"), de történetileg a Devil May Cry 3 Manga kezdődik, ezt követi a Devil May Cry videójáték harmadik része, azután az első rész, az animesorozat, a negyedik videójáték, végül a második rész. A DmC: Devil May Cry-nak semmi köze az eredeti szálhoz.
A Devil May Cry 3 Mangával kezdve, Dante megnyitja irodáját, de neve nincs. A manga eredetileg három részes lett volna, amiben Dante, Vergil és Lady szemszögéből mutatja a be a történetet, de az utóbbi elmaradt. A mangában Dante szemszögéből azt követhetjük végig, amint egy Enzo Ferino nevű férfi küldetést ajánl neki. Egy Alice nevű kislányt kell megmentenie, de csapdák, ellenségek és veszély is vár rá. Vergil szemszögéből azt követhetjük végig, amint Sparda idősebb fia a világuralmat akarja a birtokába venni. A testvérpár megküzd.
A Devil May Cry 3: Dante's Awakening & Special Edition folytatódik egy évvel később a manga után. Dante nevet szeretne adni az irodájának, amikor egy ismeretlen férfi meglátogatja, s meghívót ad a bátyjától, majd szörnyek támadnak rá. Dante megkezdi útját a Temen-ni-gru toronyba, hogy megállítsa hatalom után éhes bátyját, Vergilt. Útja során segítségére lesz egy Lady nevű démonvadász, ember, de akadályozza az útját is. A testvér pár hosszas, véres harc után a végső küzdelemben döntik el, ki marad talpon. A játéknak készült egy mobiljáték változata.
A Devil May Cry folytatódik a harmadik játék után. Dante irodája Devil May Cry néven fut. Egy éjjel meglátogatja őt egy Trish nevű démon, aki kiköpött mása elhunyt édesanyjának. A nő elviszi őt a Mallett-szigetre, ahol hosszas, akadályos út végén megküzd apja egykori vezetőjével, Mundussal, de az úton találkozik egy titokzatos alakkal, akiről megtudja, hogy a bátyja, Vergil.
A Devil May Cry – Démonvadászok animesorozat tizenkét részben annyit mutat be, hogy Dante küldetésekben vesz részt, mialatt egy Patricia "Patty" Lowell nevű tizenkét éves kislányt kell megvédenie a démonoktól. Segítségére lesz ugyan Lady (a DMC3-ból) és Trish (a DMC1-ből), de egyedül oldja meg ezeket.
A Devil May Cry 4 ezúttal a Fortunába visz minket, ahol a Kard Rendjének tagjai élnek, köztük egy újabb félvér harcos, Nero. A játékban eleinte Nerot, később Dante-t irányíthatjuk ismét, mialatt meg kell akadályozniuk, hogy egy Sanctus nevezetű pap elpusztítsa a várost, és megszerezze Sparda hatalmát.
A Devil May Cry 2-ben Dante ezúttal egy Lucia nevű hölgyet kap társául, hogy a Dumary-szigeten egy Arius nevű démont megállítsanak, akinek a világuralomra fáj a foga.
A Devil May Cry 2011-ben lett tízéves, az évforduló alkalmából 2012-ben került sor a HD Collection kiadására, ami az első-három játék hd-s változatát tartalmazza. A reboot Dmc: Devil May Cry egy új világba repít minket, ahol egy teljesen más Dante-val éljük át a játékot és a kalandot. Kiadása 2013-ra várható.

## Karakterek
- Dante: a széria főhőse, félvér, Sparda és Eva fia, Vergil ikertestvére, öccse.
- Vergil: a széria egyik ellensége, Sparda és Eva fia, Dante ikertestvére, bátyja.
- Nero: a DMC4 egyik hőse, Kyrie szerelme, a Kard Rendjének tagja
- Sparda: A démon, aki fajtája ellen fellázadt az emberek miatt. Eva férje, Dante és Vergil édesapja.
- Lady: Valódi neve Mary, Arkham lánya. Ember, s démonvadász.
- Trish: Démonnő, akit Mundus hozott létre, kiköpött mása Dante és Vergil édesanyjának.
- Mundus: Sparda egykori vezére, az első Devil May Cry videójáték főellensége.

## Helyszínek
- Emberek Világa – Az Emberek Világa, vagy más néven a Föld, Dante otthona. A történet szerint 2000 évvel korábban egy Sparda nevű démon saját fajtája ellen lázadt fel, hogy igazságot teremtve az Emberek és a Démonok Világa között, és az emberiséget védje. Kardjával lepecsételte a két világ közti kaput, ő pedig ott élt. Sparda korábban Mundus-tól és Argosax-tól is megvédte a Földet. Ebben a világban Dante, Vergil és Nero azok a félvérek, akikről tudunk, hogy ott élnek. Démonok között főleg az animesorozatban szerepeltek (Brad, Modeus és testvére, Sid, Sparda, Trish).

- Devil May Cry (iroda) – Dante irodája, egyben otthona is. Hogy melyik országban és városban helyezkedik el, hivatalosan nem tettnék közé – de feltételezhető, hogy Japánban játszódik a sorozat. Kronológiai rend szerint a Devil May Cry 3 Mangában látható először, a harmadik játékban névtelenül áll, a végére már a cím szerinti nevet kapja. Az iroda – ha nem is tűnik nagy háznak – egy kisebb méretű épület, benne inkább régi tipusú bútorokkal, nem kisebb vagyonba kerülő zenedoboz, biliárdasztal, egy kanapé, egy kis asztal, irodaiasztal, rajta az édesanyjáról ey fénykép, az irodai telefon, s néha előfordul rajta mindenféle magazin, étel-ital. Az irodában külön található fürdőszoba, Dante hálószobája, s valószínűleg konyha is. Hangszereket is tart a zenegép mellett az irodában, elsősorban gitárt és dobfelszerelést. A Devil May Cry iroda logója mindig változó (sorozattól függően). Dante onnan nevezte el az iroda nevét, hogy miután a Devil May Cry 3-ban a testvére, Vergil elleni harcban visszatért, s találkozott Lady-vel, a nő megemlítette, hogy: "Talán egy démon is sírhat, hogyha elveszti egy szerettét. Nem gondolod?". A Devil May Cry játékban a Mallett-szigeti küldetés után egy időre Devils's Never Cry volt az iroda neve, de később újra Devil May Cry lett.

- Mellett-sziget – A Devil May Cry helyszíne. Erre a helyre csalogatta Mundus Dante-t Trish-sel együtt, hogy megölhessen, mivel annak a démonnak a fia, aki egykor elárulta. A sziget veszéllyel várta Dante-t, szörnyekkel, főellenségekkel, de egy valakire nem számított: eltűnt ikertestvérére, Vergil-re. A Mundus-sal való végső csatáját a sziget egyik alagútában vitte véghez, ahol nyert is.

- Dumary-sziget – A Devil May Cry 2 helyszíne. Ezen a szigeten vívta a harcát Arius ellen Dante, majd Argosax ellen. Itt találkozik Lucia-val és annak édesanyjával is. Feltehetőleg az amerikai partokon található ősi sziget.

- Temen-ni-gru – A Devil May Cry 3 főhelyszíne. Ez egy torony, ami a játék elején a föld alól emelkedett ki. Ezzel a toronnyal kaput lehet nyitni a két világ között.

- Fortuna – Ez a város a Devil May Cry 4 helyszíne, s annak területei.

- Operaház – Ahol kezdődik és befejeződik a játék. Dante itt vívja Nero elleni első harcát, majd Neroval elindulunk és elkezdjük a játékot. Dante-val itt győzzük le Agnus-t.

- Fortuna utcái – Az utcán számos ellenség és ajándék vár ránk. Itt található meg még a kikötő is.

- Ferrum Hills – Neroval és Dante-val is itt küzdünk meg Berial, a Pokoltűz Hódítója ellen. Ha Dante-val legyőzzük, megkapjuk a Lucifer nevezetű fegyvert.

- Fortuna kastély – A havas hegyekben található kastély, ahol Baellel majd Dagonnal küzdünk meg. Dante vs. Dagon harcnál Dagon legyőzésénél a Pandora fegyvert kapjuk meg.

- Az elszigetelt szoba – Itt Neroval és Dante-val mehetünk. Ez a kastélyban található, alagúthoz hasonló terem, amely egy szobát rejt, ahol a társasjátékhoz hasonló szoba van, majd Agnus.

- Fortuna erdeje – Az erdő veszéllyel van tele (szokták mondani). Ez alól a játék se kivétel. Rengeteg veszély és szörny vár ránk. Itt találkozunk Echidnával is. Dante vs. Echidna harcnál Echidna legyőzésével kapjuk meg a Gilgamesht (ami hasonló a 3. játékban használható Beuwolf fegyverrel).

- Fortuna központja – Itt Neroval harcolhatunk Credo ellen, s ahol több veszély is vár. Dante-val menekülni kell a központból, mert robbanásra vár, ami időre megy.

- Bloody Palace – Ez a hely a Devil May Cry 3-ban és 4-ben található meg. Mindkát játékban három karakterrel (Dante-val, Vergil-lel és Nero-val) gyakorolhatunk itt akár. A ránk uszító szörnyeket kell az elsajátított technikáinkkal és képességeinkkel elintézni.

- Démonok Világa – Egyéb nevei: Pokol, Alvilág, Démoni Királyság. Ezen a helyen élnek a gonosz démonok, akik régebben az embereket akarták megölni, s itt élt Sparda is. Itt születnek a természetes démonok, legtöbbjük képes ember vagy szörny alakot felvenni. A Démoni Világ tele van veszéllyel.

## Fogadtatás
Az első videójáték több millió példányos eladásban részesült, amiért Platinum-díjat kapott. A széria főhősét, Dante-t a magabiztos és rettenthetetlen hozzáállása miatt szerzett magának széles körű népszerűséget. Őt a GameCrush's "Top 10: Most Badass Video Game Characters listájára a hetedik helyre, a ScrewAttack's "Top ten coolest video game characters listáján pedig a harmadik helyet szerezte meg. A népszerűségnek hála még a Toycom DMC-s játékfigurákat is tervezett. A japán Kaijodo cég is tervezett, méghozzá Dante-s figurákat. Összességében pozitiív visszajelzéseket kapott. A PC-s verzió azonban vegyeset kapott, mert rosszabb, mint a konzolos.
A GameRankings weboldalon a szavazatok
- Devil May Cry: PS2-n 92%
- Devil May Cry 2: PS2-n 73%
- Devil May Cry 3: PS2-n 84%, PC-én 70%
- Devil May Cry 4: PS3-on 84%, PC-én 80%, X360-on 83%
- HD Collection: PS2-n még nem lett értékelve

A Metacritic weboldalon
- Devil May Cry: PS2-n 94
- Devil May Cry 2: PS2-n 68
- Devil May Cry 3: PS2-n 84, PC-n 66
- Devil May Cry 4: PS3-on 84, PC-n 78, X360-on 84
- HD Collection: PS2-n PS3-on 73, X360-on 78

## Kapcsolódó játékok
A következő játékokban Dante, Vergil és Trish is megjelenik.
- Viewtiful Joe (csak Dante)
- Viewtiful Joe: Red Hot Rumble (mindhárman)
- Soulcalibur III (csak Dante)
- Marvel vs. Capcom 3: Fate of Two Worlds (Dante és Trish)
- Ultimate Marvel vs. Capcom 3 (mindhárman)